# Helgicirrha cari
Helgicirrha cari is een hydroïdpoliep uit de familie Eirenidae. De poliep komt uit het geslacht Helgicirrha. Helgicirrha cari werd in 1864 voor het eerst wetenschappelijk beschreven door Haeckel. 